# تومور نورواندوکرین
تومورهای نورواندوکرین (انگلیسی: Neuroendocrine tumor) تومورهایی هستند که از سلول‌های دستگاه درون‌ریز (هورومونی) و دستگاه عصبی ایجاد می‌شوند. این تومورها اغلب در روده تشکیل می‌شوند و در آنجا تومورهای کارسینوئیدی نامیده می‌شوند، اما در لوزالمعده، ریه و بقیه نقاط بدن نیز ممکن است یافت شوند.
اگرچه انواع فراوانی از تومورهای نورواندوکرین یافت شده‌اند، اما با آنها همچون گروهی از بافت‌های یکسان برخورد می‌شود، زیرا سلول‌های این تومورها دارای ویژگی‌های مشترکی هستند، از جمله ظاهر بافت‌شناسی مشابه، داشتن ریزدانه‌های ترشحی خاص و تولید آمین‌های زیستی و هورمون‌های چند پپتیدی.
اصطلاح «نورو» به ریزدانه‌های مرکزی متراکم (DCGs) اشاره دارد، ریزدانه‌هایی مشابه آنچه در نورون‌های سروتونرژیک ذخیره‌کنندهٔ منوآمین‌ها یافت می‌شود. اصطلاح «اِندوکرین» هم به سنتز و ترشح این مونوآمین‌ها اشاره دارد. «دستگاه نورواندوکرین» شامل غدد درون‌ریز مانند هیپوفیز، پاراتیروئید و بخش عصبی غدد فوق کلیوی و همچنین بافت جزایر درون‌ریز در داخل بافت غده‌ای مانند لوزالمعده و سلول‌های پراکنده‌ای در پارانشیم برون‌ریز است. دومی به عنوان «دستگاه درون‌ریز منتشر» هم شناخته می‌شود.
اگرچه برآوردهای متفاوتی در مورد میزان بروز این تومورها وجود دارد؛ اما بروز سالانه تومورهای نورواندوکرین فعال تقریباً ۲٫۵ تا ۵ مورد در هر ۱۰۰٬۰۰۰ است که دو سوم آنها تومورهای کارسینوئید و یک سوم باقی، سایر تومورهای نورواندوکرین هستند.
شیوع تومور نورواندوکرین ۳۵ در هر ۱۰۰٬۰۰۰ تخمین زده شده است و اگر تومورهایی که از بالینی خاموش و غیرفعال هستند هم نظر گرفته شوند، ممکن است به‌طور قابل توجهی بیشتر باشد. یک مطالعه کالبدگشایی از لوزالمعده در افرادی که به دلایل دیگری جان خود را از دست داده بودند، شیوع بسیار بالایی از تومورهای نورواندوکرین کوچک و بدون علامت را کشف کرد. مطالعه میکروسکوپی معمول از سه قسمتِ تصادفیِ پانکراس، تومورهای نورواندوکرین را در ۱٫۶٪ و مطالعه میکروسکوپی از چندین قسمتِ لوزالمعده، تومورهای نورواندوکرین را در ۱۰٪ شناسایی کرد.